# 小行星3318
小行星3318（3318 Blixen）是一颗围绕太阳公转的小行星。1985年4月23日，波爾·延森、卡爾·奧古斯特森在霍尔拜克发现了此天体。
这颗小行星的绝对星等为52.36925等。